# Lijst van nummer 1-hits in Australië in 1988
Deze hits stonden in 1988 op nummer 1 in de ARIA Charts, de bekendste hitlijst in Australië.
| Datum        | Artiest               | Titel                  |
| ------------ | --------------------- | ---------------------- |
| 26 juni      | Cheap Trick           | The Flame              |
| 3 juli       | Louis Armstrong       | What a Wonderful World |
| 10 juli      | Kylie Minogue         | Got to Be Certain      |
| 17 juli      | Kylie Minogue         | Got to Be Certain      |
| 24 juli      | Kylie Minogue         | Got to Be Certain      |
| 31 juli      | John Farnham          | Age of Reason          |
| 7 augustus   | John Farnham          | Age of Reason          |
| 14 augustus  | John Farnham          | Age of Reason          |
| 21 augustus  | John Farnham          | Age of Reason          |
| 28 augustus  | Fairground Attraction | Perfect                |
| 4 september  | Fairground Attraction | Perfect                |
| 11 september | Fairground Attraction | Perfect                |
| 18 september | Robert Palmer         | Simply Irresistible    |
| 25 september | Robert Palmer         | Simply Irresistible    |
| 2 oktober    | Robert Palmer         | Simply Irresistible    |
| 9 oktober    | Robert Palmer         | Simply Irresistible    |
| 16 oktober   | Robert Palmer         | Simply Irresistible    |
| 23 oktober   | U2                    | Desire                 |
| 30 oktober   | U2                    | Desire                 |
| 6 november   | U2                    | Desire                 |
| 13 november  | Bobby McFerrin        | Don't Worry, Be Happy  |
| 20 november  | Bobby McFerrin        | Don't Worry, Be Happy  |
| 27 november  | Bobby McFerrin        | Don't Worry, Be Happy  |
| 4 december   | Bobby McFerrin        | Don't Worry, Be Happy  |
| 11 december  | Bobby McFerrin        | Don't Worry, Be Happy  |
| 18 december  | Bobby McFerrin        | Don't Worry, Be Happy  |
| 25 december  | Bobby McFerrin        | Don't Worry, Be Happy  |